# Anders Bergström (borgmästare)
Anders Bergström, född 1676, död 14 december 1757, var en svensk ämbetsman.

## Biografi
Anders Bergström föddes 1676. Han var son till bergslagskassören Peter Bergström och Elisabet Gavelia i Falun. Bergström arbetade som kämnärspreses i Kalmar och var riksdagsman för borgarståndet vid riksdagen 1726. Han blev 1742 justitieborgmästare i Kalmar och avled 1757.